# オーバーロックナット寸法
オーバーロックナット寸法は、自転車用語でロックナット外面間の距離。主に車輪のハブのロックナット外面間の距離を表す。OLD（over locknut distance）とも表記する。

## 規格

### ロードレーサー規格
ロードレーサーにおける規格
- フロントハブ : 100mm
- リアハブ : 130mm (旧規格では120mm,126mmなども存在した。)

### マウンテンバイク規格
マウンテンバイクにおける規格
- フロントハブ : 100mm
- リアハブ : 135mm

### その他の規格
- Bromptonフロントハブ : 74mm